# Villa Martini
Villa Martini si trova a Prato in via dell'Agio, nella parte più antica del sobborgo di Mezzana, vicino alla chiesa di San Pietro a Mezzana.

## Storia e descrizione
Si tratta di un edificio dal rustico aspetto fortificato, evidenziato dalla merlatura, di epoca neogotica. Risale originariamente al Trecento ed appartenne a lungo alla famiglia Martini, la quale lo ristrutturò alla fine del XV secolo. Restano di quell'epoca il cortile e alcune sale. 
In seguito passò ai Paselli. Una targa sulla facciata ricorda le vittime italiane nella guerra di Abissinia del 1894.